# Mount Hunter
Mount Hunter – miasto w Australii, w stanie Nowa Południowa Walia.